# Continuidad absoluta
En cálculo, la continuidad absoluta es una propiedad de un función referida a su suavidad, que a su vez es una condición más restrictiva que la de ser simplemente continua y uniformemente continua. La noción de continuidad absoluta permite obtener ciertas generalizaciones de la relación entre dos operaciones fundamentales del cálculo, la derivación y la integración, expresadas mediante el teorema fundamental del cálculo en el marco de la integración de Riemann.
Esas generalizaciones se pueden formular también de la integración de Lebesgue. En ese caso se puede hablar tanto de "continuidad absoluta" de funciones, como de "continuidad absoluta" de medidas. La segunda de estas nociones puede generalizarse de varias maneras, así la generalización de la noción de derivada de una función lleva en el caso de una medida a la llamada derivada de Radon-Nikodym, o "densidad", de una medida.
Con respecto a las diferentes nociones de continuidad es útil, tener presente la siguiente cadena de implicaciones para funciones definidas sobre un conjunto compacto de números reales:
Continuidad absoluta ⊆ continuidad uniforme ⊆ continuidad (ordinaria)
y:
Diferenciable con continuidad ⊆ continuidad en el sentido de Lipschitz ⊆ continuidad absoluta ⊆ variación acotada  ⊆ diferenciable casi en todas partes

## Continuidad absoluta de funciones
Una función continua puede no ser absolutamente continua si no es uniformemente continua, lo que puede suceder si el dominio no es compacto. Algunos ejemplos de esto son las funciones tan(x) definida sobre [0, {\displaystyle {\frac {\pi }{2}}}), x2 definida sobre la recta real, o sin(1/x) definida sobre (0, 1]).

### Definición
Sea {\displaystyle I} un intervalo de la recta real {\displaystyle \mathbb {R} }. Una función {\displaystyle f\colon I\to \mathbb {R} } es absolutamente continua sobre {\displaystyle I} si para todo número positivo {\displaystyle \varepsilon }, existe otro número positivo {\displaystyle \delta _{\varepsilon }} tal que cualquier sucesión de subintervalos disjuntos dos a dos {\displaystyle (x_{k},y_{k})} de {\displaystyle I} con {\displaystyle x_{k},y_{k}\in I} que satisface

{\displaystyle \sum _{k}\left(y_{k}-x_{k}\right)<\delta _{\varepsilon }}

entonces

{\displaystyle \displaystyle \sum _{k}|f(y_{k})-f(x_{k})|<\varepsilon .}

El conjunto de todas las funciones absolutamente continuas sobre {\displaystyle I} se designa como {\displaystyle \operatorname {AC} (I)}.

### Definiciones equivalentes
Las siguientes condiciones para una función real f definida sobre un intervalo compacto [a,b] son equivalentes:
(1) f es absolutamente continua;
(2) f tiene derivada f ′ casi en todas partes, la derivada es integrable en el sentido de Lebesgue, y
{\displaystyle f(x)=f(a)+\int _{a}^{x}f'(t)\,dt}
para todo x en [a,b];
(3) Existe una función g integrable en el sentido de Lebesgue y definida sobre  [a,b] tal que
{\displaystyle f(x)=f(a)+\int _{a}^{x}g(t)\,dt}
para todo x en [a,b].
Si alguna de estas condiciones equivalentes se satisface entonces necesariamente se tendrá que g = f ′ casi en todas partes.
La equivalencia entre (1) y (3) se denomina teorema fundamental del cálculo integral de Lebesgue, y fue demostrada por el propio Lebesgue.

### Propiedades
- Las suma o la resta de dos funciones absolutamente continuas también es absolutamente continua. Si las dos funciones están definidas sobre un intervalo cerrado y acotado, entonces su producto también es una función absolutamente continua.[4]
- Si una función absolutamente continua está definida sobre un intervalo cerrado y no se anula nunca sobre él, entonces su recíproco también es una función absolutamente continua.[5]
- Toda función absolutamente continua es uniformemente continua. Toda función lipschitziana es absolutamente continua.[6]
- Si f: [a,b] → R es absolutamente continua, entonces tiene variación acotada sobre [a,b].[7]
- Si f: [a,b] → R es absolutamente continua, entonces tiene la propiedad N de Luzin (es decir, para cualquier {\displaystyle L\subseteq [a,b]} tal que {\displaystyle \lambda (L)=0}, se cumple que {\displaystyle \lambda (f(L))=0}, donde {\displaystyle \lambda } se refiere a la medida de Lebesgue sobre R).
- f: I → R es absolutamente continua si y sólo si es continua, de variación acotada y tiene la propiedad N de Luzin.

### Ejemplos
Las siguientes funciones son continuas casi en todas partes pero no son absolutamente continuas:
- la función de Cantor;
- la función

{\displaystyle f(x)={\begin{cases}0,&{\mbox{if }}x=0\\x\sin(1/x),&{\mbox{if }}x\neq 0\end{cases}}}
definida en un intervalo finito que contiene al origen;
- la función f(x) = x 2 sobre un intervalo no acotado.

### Generalizaciones
Sea (X, d) un espacio métrico y sea I un intervalo de la recta real R. Una función f: I → X es absolutamente continua sobre I si prara cualquier número positivo {\displaystyle \varepsilon }, hay otro número positivo {\displaystyle \delta } tal que cualquier sucesión de subintervalos disjuntos dos a dos [xk, yk] de I que satisface

{\displaystyle \sum _{k}\left|y_{k}-x_{k}\right|<\delta }

entonces

{\displaystyle \sum _{k}d\left(f(y_{k}),f(x_{k})\right)<\varepsilon .}

El conjunto de todas las funciones absolutamente continuas de I a X se denota como AC(I; X).
Una generalización adicional es el espacio ACp(I; X) de curvas f: I → X tales que

{\displaystyle d\left(f(s),f(t)\right)\leq \int _{s}^{t}m(\tau )\,\mathrm {d} \tau {\mbox{ para todo }}[s,t]\subseteq I}

para algún m en el espacio Lp(I).

## Continuidad absoluta de medidas

### Definición
Una medida {\displaystyle \mu } sobre el álgebra de Borel de la recta real es absolutamente continua con respecto a la medida de Lebesgue {\displaystyle \lambda } (en otras palabras, dominada por {\displaystyle \lambda }) si para cualquier conjunto medible {\displaystyle A}, {\displaystyle \lambda (A)=0} implica {\displaystyle \mu (A)=0}. Esto se denota como {\displaystyle \mu \ll \lambda }.
En la mayor parte de aplicaciones, si una medida sobre la recta real se dice que una "medida es absolutamente continua", sin especificar con respecto a que otra medida es absolutamente continua, entonces se sobre entiende que se está hablando respecto a la medida de Lebesgue. Lo mismo se aplica para {\displaystyle \mathbb {R} ^{n},n=1,2,3,\dots }